# Eric Idle
Eric Idle (Durham, 29 maart 1943) is een Engels acteur, komiek en tekstschrijver. Hij is vooral bekend door zijn bijdragen aan Monty Python.

## Biografie
Idle werd geboren in Durham en woonde in de stadjes Oldham en Wallasey.  In 1952 werd hij als leerling ingeschreven op de Royal Wolverhampton School.  Hij studeerde Engels aan het Pembroke College in Cambridge. Toen hij in 1965 afstudeerde had hij inmiddels kennisgemaakt met John Cleese en Graham Chapman. Van 1969 tot 1978 was hij getrouwd met Lyn Ashley. In 1981 hertrouwde hij met Tanya Kosevich.
In 1966 ging Idle teksten schrijven voor BBC-radio. Vanaf 1967 werkte hij twee seizoenen mee aan Do Not Adjust Your Set met Michael Palin en Terry Jones. In deze periode leerde hij ook Terry Gilliam kennen.
In de periode 1969-1974 zond de BBC het televisieprogramma Monty Python's Flying Circus uit; een programma met Chapman, Cleese, Gilliam, Idle, Jones en Palin dat bestond uit allerlei komische sketches die worden gezien als een toonbeeld van de Engelse humor.

De inbreng van Idle bestond vooral uit one-liners, titels, karakters en liedjes. Hij schreef onder meer Always Look on the Bright Side of Life, voor de film The Life of Brian.
De Monty Python-groep bracht ook een aantal speelfilms en compilaties van sketches uit.
Een ander groot project waar Idle aan meewerkte was The Rutles, een parodie op The Beatles. Over The Rutles werd een namaakdocumentaire gemaakt waarin het verhaal van deze fictieve band werd verteld, doorspekt met komische verwijzingen naar The Beatles. Er verscheen ook een LP (All You Need Is Cash).
Idle speelde van 1999 tot 2000 de rol van Ian Maxtone-Graham in de Amerikaanse sitcom Suddenly Susan en sprak de stem in van het karakter Rincewind in de computerspellen Discworld 1 en Discworld 2.
Hij is ook stemacteur in tekenfilms waaronder: Shrek the Third (2007) de stem van Merlin en in Delgo (2006) de stem van Spig.
In 2005 ging op Broadway de musical Spamalot in première, die door Eric Idle was opgezet en geproduceerd. De musical is gebaseerd op de Monty Python-film Monty Python and the Holy Grail.